# 5x2
《5x2》(5x2, Five Times Two)는 프랑스에서 제작된 프랑소와 오종 감독의 2004년 드라마, 멜로/로맨스 영화이다. 발레리아 브루니 테데스키 등이 주연으로 출연하였고 올리비에 델보스크 등이 제작에 참여하였다.

## 출연

### 주연
- 발레리아 브루니 테데스키
- 스테판 프레이스
- 제랄딘 팔리아스
- 프랑수아 파비안
- 마셀 론데일

### 조연
- 안톤 쳅페이
- 마크 루크만
- 장-폴 브리사르트

## 제작진
- 미술: 카샤 비스콥
- 의상: 파스칼린 샤반느
- 배역: 안토니에트 불라